# 7443 Tsumura
7443 Tsumura eller 1996 BR2 är en asteroid i huvudbältet som upptäcktes den 26 januari 1996 av den japanska astronomen Takao Kobayashi vid Ōizumi-observatoriet. Den är uppkallad efter Mitsunori Tsumura.
Asteroiden har en diameter på ungefär 7 kilometer och den tillhör asteroidgruppen Koronis.